# Ratpenat cuallarg d'Ansorge
El ratpenat cuallarg d'Ansorge (Mops ansorgei) és una espècie de ratpenat de la família dels molòssids. Fou anomenat en honor de l'explorador i col·leccionista britànic William John Ansorge.
Viu a Angola, el Camerun, la República Democràtica del Congo, Etiòpia, Nigèria, Sud-àfrica, el Sudan, el Sudan del Sud i Zimbàbue.